# Centromerus albidus
Centromerus albidus là một loài nhện trong họ Linyphiidae.
Loài này thuộc chi Centromerus. Centromerus albidus được Eugène Simon miêu tả năm 1929.